# Aristonikos von Marathon
Aristonikos von Marathon (altgriechisch Ἀριστόνικος; † 322 v. Chr. in Kleonai) war ein aus Marathon stammender athenischer Staatsmann des 4. Jahrhunderts v. Chr.

## Leben
Aristonikos war ein Anhänger der athenischen Politiker und Redner Demosthenes und Hypereides. 334 v. Chr. beantragte er mit Lykurgos die Entsendung eines Geschwaders unter Diotimos gegen die Seeräuber. Zehn Jahre später, 324 v. Chr., war er in den Prozess gegen Harpalos verwickelt, da Dionysios von Halikarnassos eine entsprechende Rede des Deinarchos gegen ihn anführt. Später musste Aristonikos Athen verlassen und floh nach Aigina. Nach dem Ende des Lamischen Krieges wurde er 322 v. Chr. als Gegner der makedonischen Politik auf Antrag des Demades mit Demosthenes, Hypereides u. a. in Abwesenheit zum Tod verurteilt und daraufhin vom Häscherdienste verrichtenden Archias im Tempel des  Aiakos auf Aigina ergriffen. Archias sandte Aristonikos nach Kleonai zu Antipatros, der ihn hinrichten ließ.